# In barca a vela contromano
In barca a vela contromano és una pel·lícula italiana del 1997 dirigida per Stefano Reali i basada en l'obra Operazione del mateix director.
El títol de la pel·lícula fa referència a la gesta aconseguida per Francis Chichester, un aviador i navegant britànic que va fer la volta al món en un vaixell de vela contra el vent (o "contra el trànsit", com va dir per error Carlo a Massimo en un dels diàlegs) tot i que, a diferència del que va afirmar Luigi a la pel·lícula, la durada global no va ser d'un any i mig sinó de 226 dies, del 27 d'agost de 1966 al 28 de maig de 1967.
Tal com s'indica en els mateixos crèdits inicials, la pel·lícula, considerada d'interès cultural nacional, es va realitzar amb la intervenció de la Presidència del Consell de Ministres - Departament d'Espectacle.

## Argument
Massimo, de trenta anys, està ingressat en un hospital públic de Roma per una operació dels lligaments del seu genoll. Luigi, el seu company d'habitació a l'hospital des de fa anys per unes operacions equivocades, li fa entendre que l'operació no és tan senzilla com sembla i que potser seria més adient donar prioritat a altres persones grans que han estat a la llista d'espera durant algun temps. En Luigi, en realitat, aprofita la seva situació d'"expert" a l'hospital per organitzar un tràfic de llits d'acord amb algunes infermeres, i aquesta vegada també sembla tenir èxit. Tanmateix, Luigi no sap que Massimo no és un pacient real sinó un metge a l'atur, a qui la direcció de l'hospital ha confiat la tasca de desemmascarar el tràfic de llits.
Massimo, al cap d'un temps, s'adona que l'han contractat per desenmascarar un trànsit menor amb l'objectiu d'encobrir-ne un de molt més gran, entén que Luigi s'ha convertit en un autèntic referent per a tot el departament, li agrada molt, comença a dubtar de la tasca que li va encomanar Cupreo, un metge desenfrenat que aspira a ser metge titular. Insegur de com procedir, aconsegueix al final fer que s'enfrontin als seus errors, i després abandona l'hospital amb el bagatge d'una experiència vital considerable.

## Repartiment
- Valerio Mastandrea: Massimo Migliarini
- Davide Bechini: Giorgio Cupreo
- Enrico Brignano: Zinna
- Antonio Catania: Luigi "Gigi" Bonsanti
- Ugo Conti: Dolcevita
- Pierfrancesco Favino: Castrovillari
- Manrico Gammarota: Pakistano
- Maurizio Mattioli: Carlo
- Emanuela Rossi: Wanda
- Raffaele Vannoli: Brianza
- Fabio Vannozzi: Mannozzo
- Lavinia Guglielman: Marta